# Royal Shakespeare Company

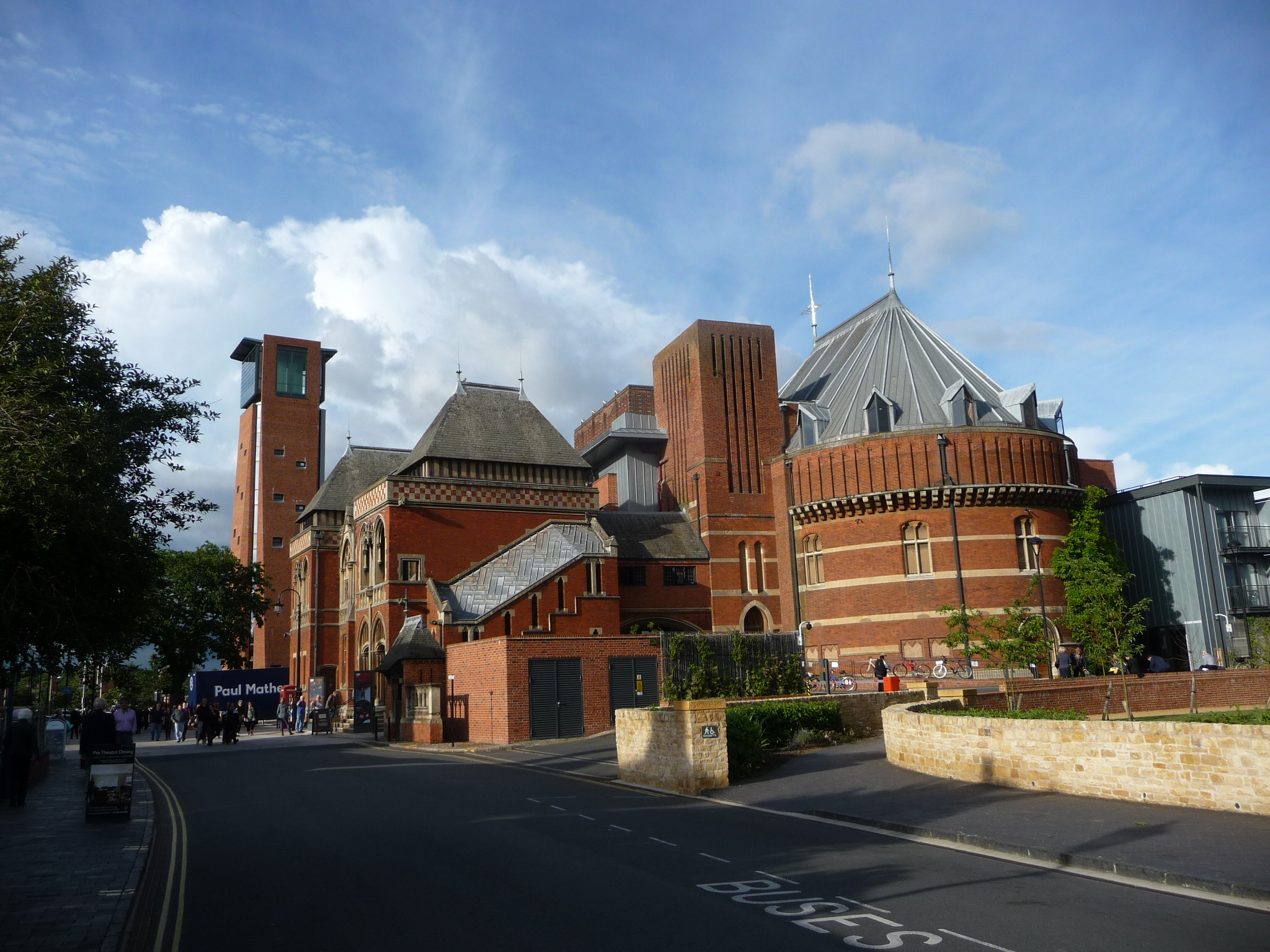
Royal Shakespeare Theatre

La Royal Shakespeare Company è una compagnia teatrale inglese nata nel 1960 a Stratford-upon-Avon grazie a Peter Hall e Fordham Flower, sulla base della forte compagnia dello Shakespeare Memorial Theatre realizzata dalla famiglia Flower nel 1879, del quale fu la maggiore sostenitrice.

## Storia
I responsabili del festival annuale shakespeariano decisero di affiancare alla loro ordinaria stagione teatrale un'attività che si basasse su altri testi classici e su opere contemporanee a Londra, mentre Stratford avrebbe concentrato le forze su Shakespeare e il teatro elisabettiano.
Hall e Flower vennero scelti per la direzione del “nuovo teatro”, modificando una compagnia, che fino a quel momento aveva lavorato per la realizzazione di festival stagionali di successo, nel primo esempio di compagnia permanente con attori provvisti di contratti anche di due o tre anni.
La sede londinese, diretta da Hall, fu inizialmente l'Aldwych Theatre, successivamente nel 1982 fu costruito appositamente un teatro all'interno del Barbican Arts Center. Nel corso degli anni sessanta  si contrappose al Royal National Theatre, diretto da Laurence Olivier, che più volte tentò di annetterla. La compagnia di Hall comprendeva artisti già affermati, tra cui Edith Evans, Peggy Ashcroft, Paul Scofield, Peter O'Toole, e contemporaneamente si occupava del processo di formazione di nuovi talenti.
Tra i meriti di Hall nella formazione della Royal Shakespeare Company, va citato l'impegno elargito nell'avvicinamento di teatranti e accademici, come nel caso di John Barton, che lasciò Cambridge per diventare regista e aiutante di Hall nell'insegnamento della recitazione in versi. Nel 1968 Hall lasciò il suo posto di direttore a Trevor Nunn che nel 1978, a causa degli impegni della compagnia, venne affiancato da Terry Hands. Sotto la guida di Nunn si aprirono sia a Londra sia Stratford spazi destinati a produzioni sperimentali. Nel 1986 un terzo spazio venne inaugurato dalla compagnia a Stratford, The Swan ("il cigno"), per la rappresentazione dei contemporanei di Shakespeare. Nello stesso anno, Nunn lasciò il suo posto a Hand che rimase alla direzione artistica fino al 1990, quando Adrian Noble riportò la Royal Shakespeare Company ad un repertorio più classico.  Attualmente, la sede della compagnia è il Royal Shakespeare Theatre, in Stratford-upon-Avon, di sua appartenenza. Nel 2007 ha commissionato a Jonathan Bate un'opera completa di Shakespeare, nella quale è inclusa la poesia attribuita a Shakespeare, Alla regina, To the Queen.

## Direttori artistici
- Peter Hall (1960–1968)
- Trevor Nunn (1968–1978)
- Trevor Nunn e Terry Hands (1978–1986)
- Terry Hands (1986–1991)
- Adrian Noble (1991–2003)
- Michael Boyd (2003–2012)
- Gregory Doran (2012–2022)
- Erica Whyman (2021–2023) (direttrice artistica in itinere)
- Daniel Evans e Tamara Harvey (2023– )

## Produzioni di maggior importanza
- Re Lear (1962) di Peter Brook con Paul Scofield
- Amleto di David Warner
- Teatro della crudeltà (1964) di Brook
- Marat/Sade (1964) di Peter Weiss
- debutti dei lavori di H. Pinter e di E. Bond